# Graaf van Vlaanderenplein

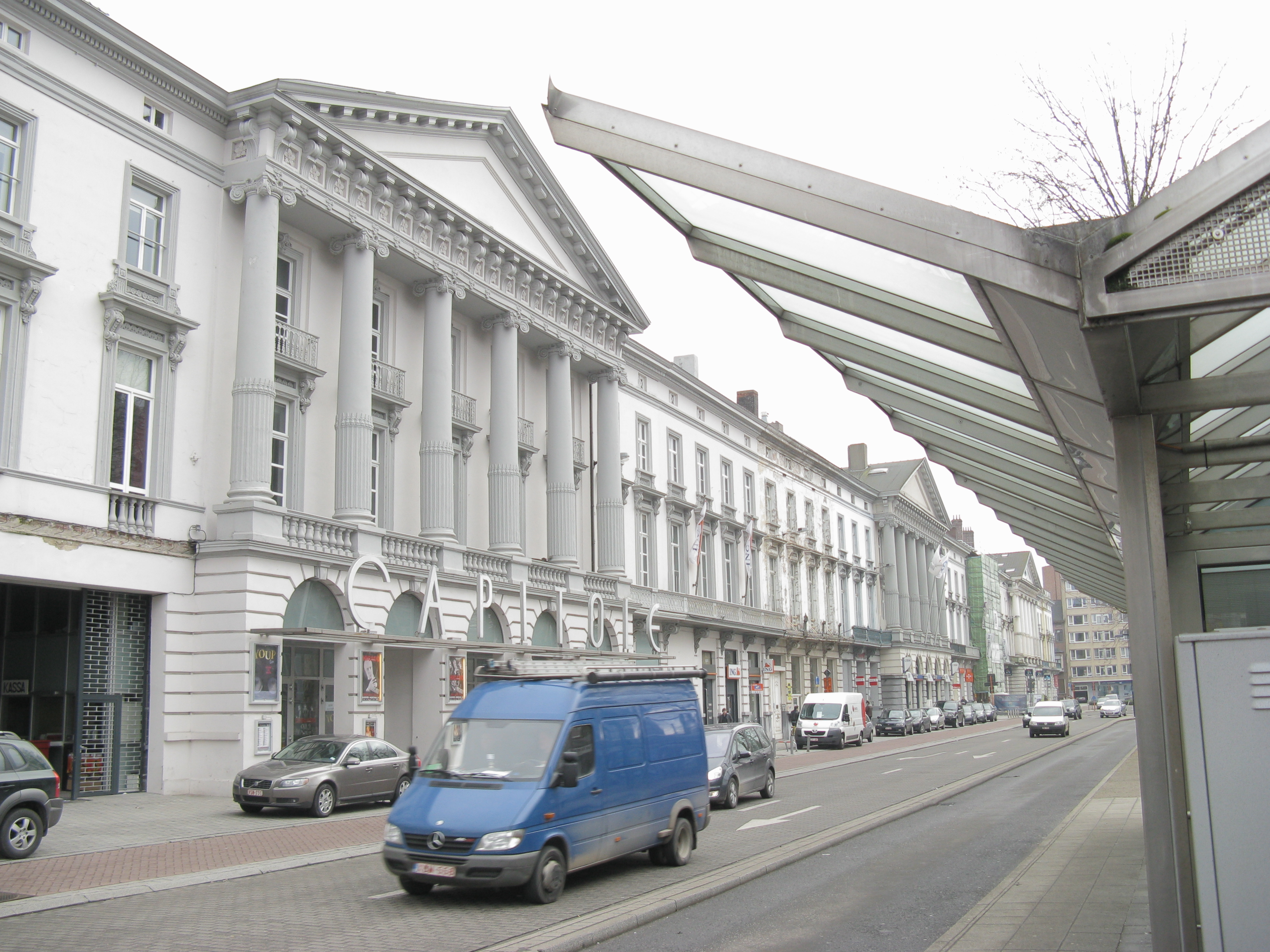
Oostelijke, beschermde gevelwand

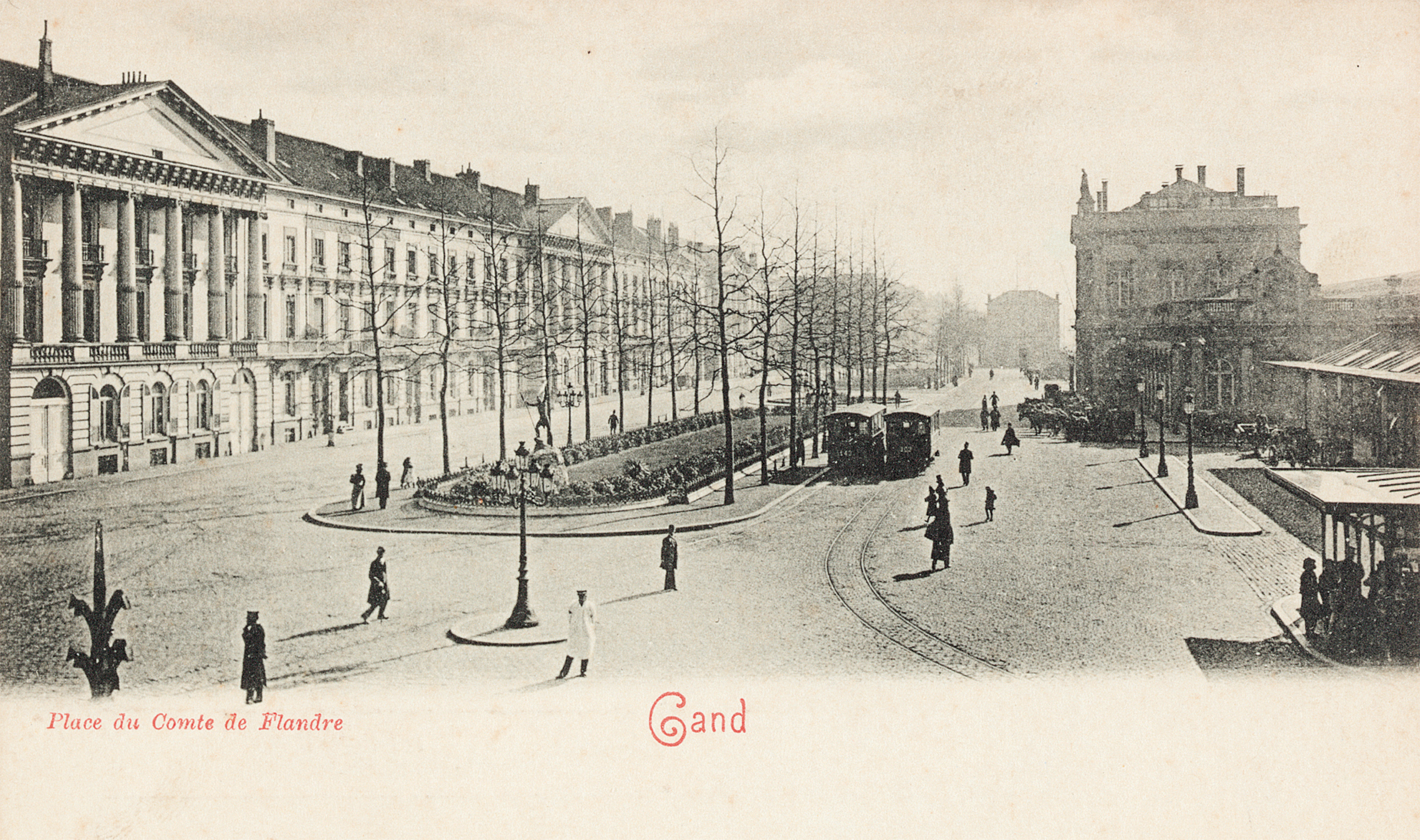
Plein, begin 20ste eeuw

Het Graaf van Vlaanderenplein is een plein in de Belgische stad Gent. Het plein bevindt zich aan het Zuid, aan het uiteinde van de Zuidparklaan en Hubert Frère-Orbanlaan. Ten westen liggen het Woodrow Wilsonplein en Koning Albertpark.

## Geschiedenis
Het gebied was eeuwenlang een onbebouwd gebied binnen de Gentse stadsomwallingen, de Muinkmeersen, tot hier in 1837 het station Gent-Zuid werd opgericht en de nieuwe stationsbuurt zich ontwikkelde. Rond 1847 werd aan de oostelijke zijde van het stations het stationsplein, Graaf van Vlaanderenplein, aangelegd.
In de periode 1847-1852 werd aan de hele oostelijke zijde van het plein een neoclassicistisch huizenblok opgetrokken, naar ontwerp van Charles Leclerc-Restiaux. De gevelwand heeft drie middenrisalieten met Ionische zuilen en driehoekig fronton. In 1884 kwam er een doorgang met rondboog naar de achterliggende Tweebruggenstraat. Begin 20ste eeuw werd elders in de stad het station Gent-Sint-Pieters geopend en het Zuidstation verloor zijn functie als belangrijkste toegangsstation tot de stad. In 1928 sloot het station en het werd rond 1930 afgebroken. Op die plaats werd in de jaren 50 aan de westkant van het plein het EGW-gebouw opgetrokken, later de stedelijk bibliotheek van Gent.
In 1932 werd een van de gebouwen aan de oostkant ingericht als cinema Capitole naar ontwerp van Geo Henderick. Het plein is samen met zijn omgeving sinds 1988 beschermd als stadsgezicht.

## Bezienswaardigheden
- De omgeving van het plein en het hele huizenblok van nummer 1 tot 35 is als stadsgezicht beschermd. Ook van de individuele gebouwen werden de gevels en dakbedekkingen als monument beschermd.
- De theaterzaal Capitole
- De stedelijke openbare bibliotheek - van juli 1992 tot maart 2017